# Света Петка (Пърдейци)
Вижте пояснителната страница за други значения на Света Петка.
„Света Петка“ (на македонска литературна норма: „Света Петка“) е възрожденска православна църква в гевгелийското село Пърдейци, югоизточната част на Северна Македония. Част е от Повардарската епархия на Македонската православна църква. Църквата е изградена в 1861 година и е дело на Андон Китанов, който е строител, резбар и зограф на църквата. Представлява трикорабна сграда с дървени тавани. Средният кораб се издига над двата странични кораба и е надупчен, като в средата има квадратни полета. Покривът е двускатен, подпрян на шест колони в два реда - на северния и южния дял от наоса. Църквата не е изписана. На иконостаса има три реда икони. Царските двери са разбовани от по-слаб резбар от резбарската тайфа на Андон Китанов. Част от иконите са от 1862 година и са дело на зографа Константин, а част са от 27 март 1881 година и са на зограф Димо от Папрадище.